# Ruben Machtelinckx

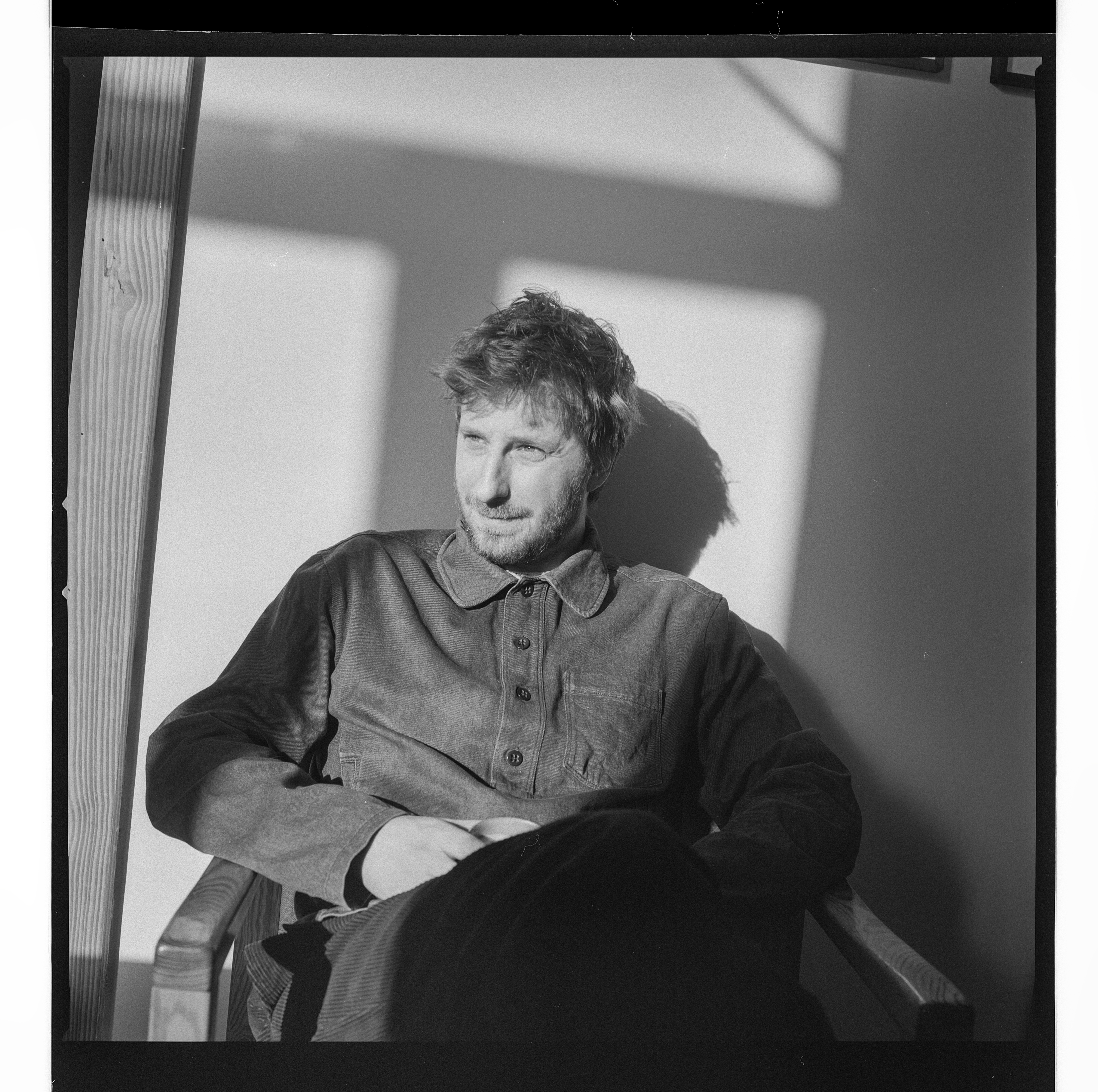

Ruben Machtelinckx (1986) is een Belgische gitarist, componist en banjospeler. Hij volgde les aan het Koninklijk Conservatorium Antwerpen.
Machtelinckx speelt bij Linus, Poor Isa, Machtelinckx/Badenhorst/Cools/Gouband, en als gastmuzikant bij Ifa Y Xangô, Sgt. Fuzzy en Book Of Air.
Op zijn soloalbums 'Faerge' en 'Flock' wordt Machtelinckx begeleid door de IJslandse gitarist Hilmar Jensson, rietblazer Joachim Badenhorst en bassist Nathan Wouters. Het album werd door het tijdschrift Knack uitgeroepen tot beste Belgische jazzuitgave uit 2013.
In 2014 bracht hij een album uit met zijn leermeester Karl Van Deun. De opvolger Shades verscheen in 2016
Eveneens in 2016 speelde hij bij Mephiti. In 2017 was Machtelinckx (samen met Thomas Jillings) artist-in-residence in de Antwerpse theaterzaal Rataplan. In 2020 won hij een Klara Award voor beste jazz-cd.

## Discografie
- Machtelinckx/Jensson/Badenhorst/Wouters - Faerge (el NEGOCITO Records, 2012)
- Machtelinckx/Jensson/Badenhorst/Wouters - Flock (el NEGOCITO Records, 2014)
- Karl Van Deun en Ruben Machtelinckx - Ask me, Don't ask me (el NEGOCITO Records, 2014)
- Karl Van Deun en Ruben Machtelinckx - Shades (el NEGOCITO Records, 2016)
- Linus - Onland (Onland)
- Linus - Skarbø/Leroux (el NEGOCITO Records, 2015)
- Linus - Økland/Van Heertum (Smeraldina Rima, 2016)
- Linus - Økland/Van Heertum/Zach "Mono No aware" (Aspen Edities, 2017)
- Ruben Machtelinckx <> Frederik Leroux - When The Shade Is Stretched (Aspen Edities, 2018)
- Poor Isa - Let's Drink The Sea And Dance (Aspen Edities, 2019)
- Machtelinckx/Badenhorst/Cools/Gouband - Porous Structures (Aspen Edities, 2019)